# 清水健登
清水 健登（しみず　けんと、1991年9月15日 - ）は、兵庫県出身の、日本の柔道選手である。階級は66kg級。身長168cm。得意技は大腰。現在はパーク24に所属。

## 人物
5歳の時に柔道を始めた。大社中学から京都共栄学園高校へ進むと、3年の時にインターハイで3位となった。2010年に山梨学院大学へ進学すると、1年の時には全日本ジュニアで優勝を果たして世界ジュニア代表に選出された。世界ジュニアでは決勝でカザフスタンの選手を旗判定(3－0)で破り優勝を成し遂げた。学生体重別では1年生ながら2位になった。2年の時には講道館杯で2位となった。3年の時には学生体重別とグランプリ・青島で3位になった。

## 戦績
- 2009年 -　インターハイ　3位
- 2010年 -　フランスジュニア国際　優勝
- 2010年 -　全日本ジュニア　優勝
- 2010年 -　学生体重別　2位
- 2010年 -　世界ジュニア　優勝
- 2011年 -　学生体重別　3位
- 2011年 -　講道館杯　2位
- 2012年 -　学生体重別　3位
- 2012年 -　グランプリ・青島　3位
- 2013年 -　学生体重別　5位
- 2016年 - 実業団体 男子2部　2位
- 2019年 - 実業個人選手権　優勝(73㎏級)

(出典、JudoInside.com)